# Частина 16: Порятунок
Частина 16: Порятунок — шістнадцятий епізод американського телевізійного серіалу «Мандалорець» (восьмий і заключний в другому сезоні). Написав сценарій Пейтон Рід а зрежисував Джон Фавро, випущено на «Disney+» 18 грудня 2020 року. Головну роль грає Педро Паскаль — Мандалорець, самотній мисливець за головами. Українською мовою серія озвучена студією «Стругачка».

## Зміст
Корабель імперців з доктором Першингом переслідується Бобою Феттом. Імперський шаттл виведений з ладу іонною гарматою. Мандалорець і Кара Дюн намагаються забрати Першинга; перший пілот застрелює другого пілота — що намагався дезертирувати — і бере в заручники доктора. Кара ліквідує імперського пілота.
Потім вони заручилися допомогою Бо-Катани і Коски Рівз в обмін на те, що Бо-Катана отримає крейсер Ґідеона і Темний меч. Під час дружньої розмови Боба злегка побився із Коскою — їх зупинила Бо-Катана. Меч раніше належав родині Бо-Катани; він може розрізати все — окрім чистого бескару.
Першинг команді повідомляє — на борту легкого крейсера Гідеона загін темних-штурмовиків-дроїдів. Група використовує шаттл, щоб підібратися досить близько, аби приземлитися на крейсері Ґідеона, а Фетт удає, що атакує. Гідеон запускає ескадрон імперських винищувачів. Корабель Бо-Катани встигає проникнути в пускову трубу крейсера Гідеона. Боба знищує одного винищувача і зникає на гіпердрайві. Бо-Катана, Коска, Феннек і Дюн пробираються через штурмовиків до містка крейсера. Гідеон віддає наказ активувати темних штурмовиків. Тим часом мандалорець знаходить дроїдів. Мандо досить добре дістається; пташки свистунці на темного штурмовика ледь діють — він перемагає його списом з бескара, а інших викидає в космос.
Кара Дюн мучиться з бластером, якого заклинило; тим часом команда з боєм опановує командне приміщення. Мандалорець відкриває приміщення з Дитям — там стоїть Гідеон із занесеним над головою Малюка Темним мечем. Гідеон намагається налаштувати Мандалорця проти Бо-Катани. Гідеон підступом намагається вбити Мандо Темним мечем і Мандо списом перемагає, роблячи себе новим законним власником Темного меча. Мандо не вбиває Гідеона. Він приводить Моффа до Бо-Катани. Мандо не піддається на провокації Гідеона і віддає Темний меч Бо-Катані. Однак тут заковика — аби Бо-Катана отримала Темний меч, вона мусить перемогти його власника в бою. Бо-Катана не бере меч; тим часом спрацьовують корабельні сигнали тривоги.
Темні штурмовики повертаються на корабель і атакують. Група зачиняється на командному містку; темні штурмовики готуються атакувати. Штурмовики пробивають двері; команда готується до рішучого бою. Тим часом який корабель прибуває до них — X-wing Fighter. По прибутті корабля Малюк щось відчуває. Темні штурмовики зупиняються та займають оборону. На екрані видно як прибулий нищить штурмовиків світловим мечем — прибув джедай. Мофф Гідеон міняється на лиці; він звільнився від кайданок і підстрелив Бо-Катану й приголомшив Мандо. Кара з допомогою Феннек позбавляє Мофа чинити опір. Джедай легко перемагає всіх темних штурмовиків; за цим на екрані ретельно слідкує Малюк. Мандо каже групі відчинити двері — команда вся при зброї і відчиняє він сам.
Заходить джедай та ховає свій світловий меч. Він скидає накидку з голови — це Люк Скайвокер. Люк кличе Малюка — той питає дозволу у Мандо. Мандалорець прощається з Малюком і знімає перед ним шолома — тим самим роблячи його членом родини. Дозволяє Ґроґу вирушити зі Скайвокером і R2-D2 для завершення навчання.
Фетт і Фенек вирушають до палацу Джабби на Татуїн. Фетт вбиває Біба Фортуну і займає трон.
Хай буде з тобою Сила

## Створення
Епізод написаний Джоном Фавро, режисером був Пейтон Рід. Про режисерську роботу Ріда було оголошено 4 травня 2020 року, на День Зоряних Воєн, та на презентації «Диво-жінки 1984». Паскаль підтвердив, що Рід режисував заключний епізод другого сезону. Фавро сказав, що несподівана поява Люка Скайвокера не планувалася з самого початку. Але, коли Фавро писав сценарій, стало зрозуміло, що це був би найкращий спосіб вписатись у канон «Зоряних воєн». Пост-кредит сцена анонсує «Книгу Боби Фетта», яка має вийти у грудні 2021 року. Напередодні знімання помер Джеремі Буллок, який в оригінальних фільмах грав Бобу Фетта. Пізніше епізод додав присвяту Буллоку.
В цьому епізоді Марк Гемілл, який знявся в оригінальній трилогії та продовженнях трилогії, зіграв роль джедая Люка Скайвокера. Персонаж, якому двадцять вісім років згідно часової шкали серіалу, з'являється в цьому епізоді завдяки використанню CGI-версії і омолодженню дорослої постаті Гемілла, анімованої в цифровій формі на дублера із застосуванням захоплення руху. Ця техніка раніше використовувалась у франшизі для появи молодої принцеси Леї в фільмі 2016 року «Бунтар Один. Зоряні Війни. Історія», коли була використана версія «CGI» для обличчя Керрі Фішер. Скайвокера озвучує сам Гемілл.

## Сприйняття
Вебсайт агрегатора рецензій «Rotten Tomatoes» повідомив про 94 % підтримки на основі відгуків 50 критиків, із середнім рейтингом 8,81/10. Консенсус критиків вебсайту наступний: «„Порятунок“ врівноважує емоційні ставки з достатньою кількістю дій, щоб створити приголомшливий фінал сезону».
Лора Прудом для «IGN» дала епізоду 10 із 10, хоча хотіла надати йому 11 із 10, і назвала «найважливішим епізодом „Мандалорця“ — як за те, як він з'єднується з більшим всесвітом „Зоряних воєн“, так і за сейсмічний зсув, який він створює в історіях Діна Джаріна та Малюка». Алан Сепінволл з «Rolling Stone» назвав серію «захопливим і в кінцевому підсумку вибуховим завершенням сезону, який вирізнявся майже всіма способами з дуже хорошого дебюту». Кіт Фіппс з журналу «New York Magazine» дав епізоду 4 із 5 і написав: «Чудовий сезон, чи не так? І закінчився він теж добре, досягнувши тих самих підвищених емоцій, що і фінал першого сезону — і нікого не вбивши».
У огляді для «RogerEbert.com» Нік Аллен зазначав: «Фінал другого сезону „Порятунок“ — чудовий приклад того, як „Мандалорець“ спритно врівноважує мале і велике, надаючи своїм шанувальникам рівно стільки, що вони хочуть більшого».
Майк Вандербільт з «The A.V. Club» написав: «Фінал другого сезону завершує чудову пригоду Мандо та Грогу переважно задовільно, тоді як внутрішнє відчуття передбачає, що третій сезон може набути іншого напряму». Тайлер Герско з «IndieWire» зазначав" «Фінал другого сезону „Мандалорця“ може похвалитися великим сюрпризом, але цього недостатньо, щоб компенсувати дещо сповільнену дію».
Станом на квітень 2021 року на сайті «Internet Movie Database» серія отримала рейтинг підтримки 9.8 з можливих 10 при 45988 голосах.

## Знімались
- Педро Паскаль — Мандалорець
- Омід Абтахі — Першинг
- Темуера Моррісон — Боба Фетт
- Джина Карано — Кара Дюн
- Саша Бенкс — Коска Рівс
- Кеті Сакгофф — Бо-Катан Крайз
- Мінг-На Вен — Феннек Шанд
- Джанкарло Еспозіто — Мофф Гідеон
- Марк Гемілл — Люк Скайвокер
- Люк Бейнс — Пілот
- Габріель Еберт — офіцер-канонір
- Макс Ллойд-Джонс — дублер джедая
- Метью Вуд — Боб Фортуна